# همایش بین‌المللی دانشجویان پزشکی لایدن
کنفرانس بین‌المللی دانشجویان پزشکی لیدن (به انگلیسی: Leiden International Medical Student Conference) یکی از بزرگترین کنفرانس‌های دانشجویی می‌باشد که هر دو سال یک بار در شهر لایدن در هلند برگزار می‌شود. دانشجویان کشورهای مختلف در این کنفرانس فرصت آن را می‌یابند در سطح بین‌المللی مقالات خود را ارائه کنند.

## تاریخچه
اولین دوره این کنفرانس ۱۹۹۹ می‌باشد، که از این سال به بعد، هر دو سال یک بار، این کنفرانس شاهد جمع‌آوری محققین جوان از سراسر دنیا می‌باشد.

## هفتمین دوره
هفتمین دورهٔ کنفرانس در شهر لیدن هلند در تاریخ شانزدهم تا بیستم مارچ ۲۰۱۱ برگزار شد. بیش از ۷۵۰ مقاله از سراسر دنیا برای شرکت در این دوره فرستاده شد که ۲۰۰ مقالهٔ برتر برای شرکت در این کنفرانس دعوت شدند، که از این تعداد، هلند با ۲۷، انگلیس با ۲۳ و ایران با ۲۰ مقاله بیشترین تعداد مقالهٔ پذیرفته شده را به خود اختصاص دادند. از بین این ۲۰۰ مقاله، ۱۲۰ مقالهٔ برتر به صورت شفاهی و ۸۰ مقالهٔ دیگر به صورت پوستر ارائه شدند. بهترین جایزهٔ کنفرانس و مقالهٔ برتر به فربد صداقت همدانی از دانشگاه روپرشت-کارلز هایدلبرگ آلمان در ارتباط با نقش پروتئین پینچ در قلب و بیماری نارسایی قلبی رسید.